# Guiterne

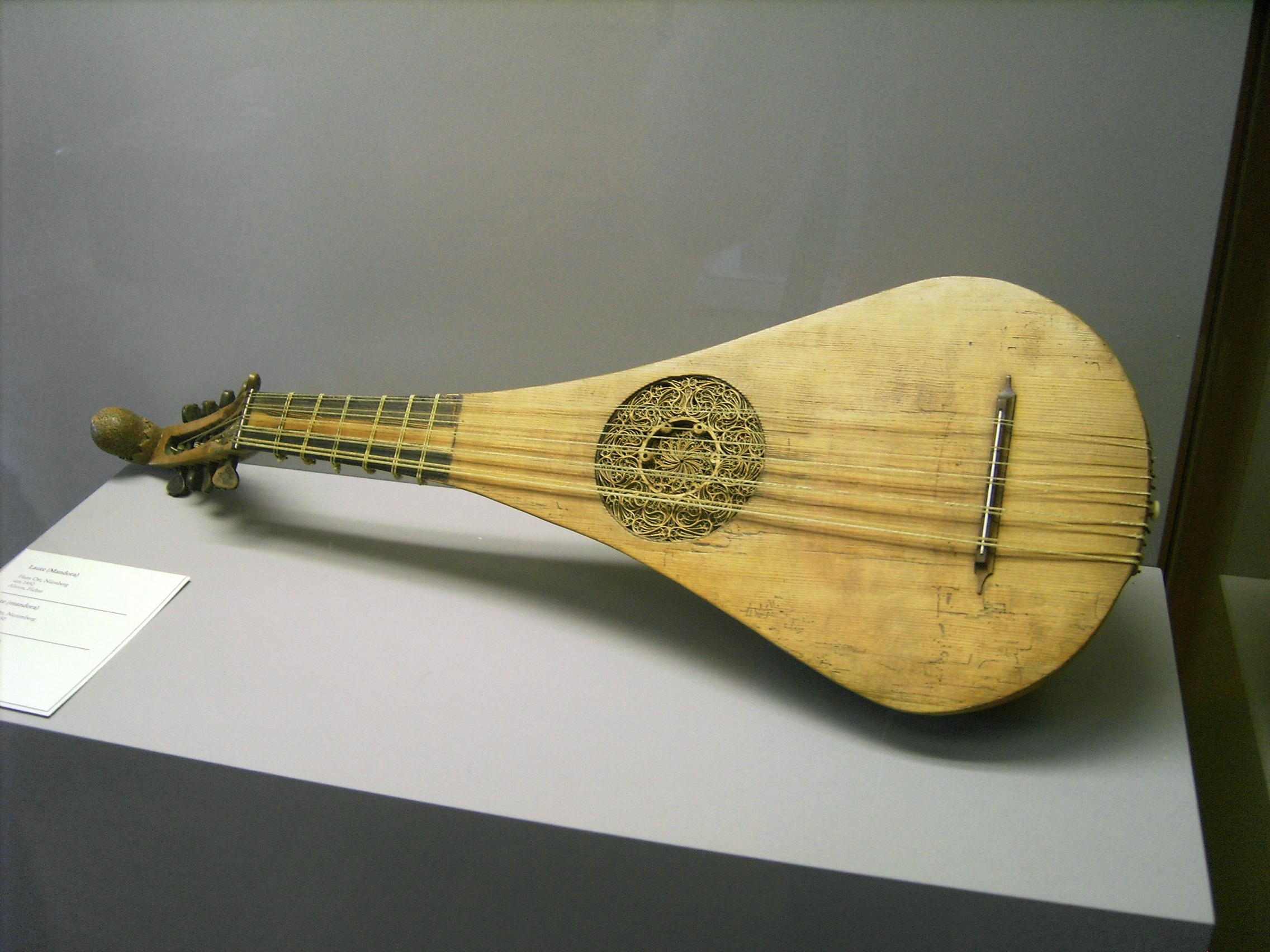
Guiterne de Hans Oth, 1450, au Château de la Wartbourg.

La guiterne est un instrument de musique médiéval à cordes pincées. La guiterne est jouée avec un plectre et a des cordes en boyau, comme on peut voir dans les enluminures de manuscrits commençant au XIIIe siècle. Elle est en forme de demi-poire et monoxyle : le corps et le manche étant construits d'une même pièce de bois. La guiterne a habituellement trois ou quatre cordes doubles bien qu'un exemple avec cinq chœurs (cordes doubles) soit répertorié.
L'origine des guiternes est floue, et peut être rapprochée soit des rebabs aux cordes frottées d'origine arabo-andalouse, soit des luths carolingiens et romans.
La guiterne est un instrument populaire durant le XIVe siècle, elle est mentionnée par Guillaume de Machaut dans La prise d'Alexandrie « Leüs, moraches et guiternes/ Dont on joue dans les tavernes ». Elle est restée en usage jusqu'au début du XVIe siècle où elle a été finalement remplacée par la guitare (à éclisses). La dénomination "guiterne" est discutée de nos jours mais il semble qu'elle était assez précise à l'époque, il y a peu de documents totalement indiscutables, mais ils vont tous dans le même sens. Durant son déclin, ce terme désignait tout instrument à cordes pincées qui n’était pas un luth et à la Renaissance (de 1530 à 1600) les termes "guiterne" et "guitare" étaient interchangeables.
Il est possible de voir une guiterne au château de Wartbourg, fabriquée aux alentours de 1450 par le luthier Hans Oth.

## Notes et références

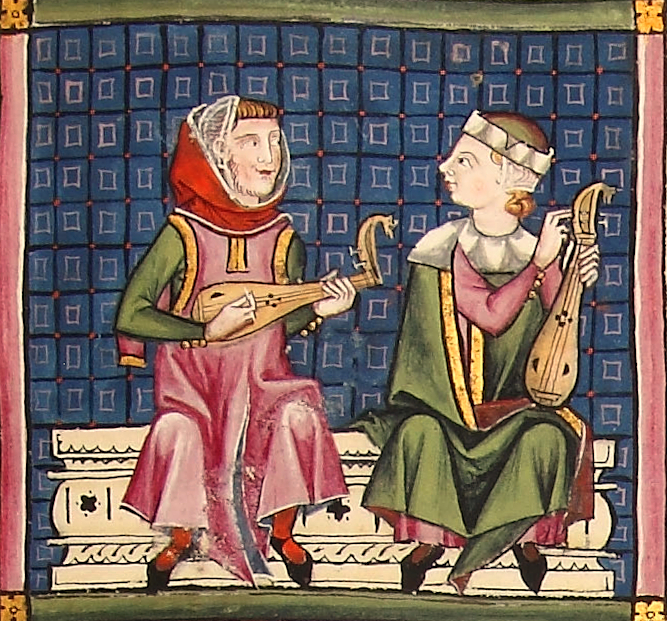
Guiternes dans les Cantigas de Santa María, vers 1280 après JC.